# Parasol Stars: The Story of Bubble Bobble III
Parasol Stars: The Story of Bubble Bobble III es un videojuego de plataformas desarrollado por Taito en 1991 para la videoconsola PC Engine. Es técnicamente el tercer juego de la saga Bubble Bobble, siendo la secuela del Rainbow Islands. Al igual que otros juegos de la saga, Parasol Stars no salió para arcade, saliendo en primer lugar para la PC Engine y luego lanzado para otras consolas.[cita requerida]

## Argumento
Una vez, hace mucho tiempo, un valeroso guerrero se adentró en una cueva llena de monstruos, con la intención de sellarla para siempre. Consiguió esta tarea, sin embargo, sin saberlo él, un monstruo escapó de la cueva antes de que ésta fuera sellada. Pasaron los años y el monstruo finalmente creció lo suficientemente fuerte para romper el poder del sello mágico del guerrero. Ese monstruo, que llegó a ser conocido como Chaostikahn, ha desatado a los monstruos del interior de la cueva en el mundo de nuevo.
Durante el mismo tiempo, nuestros héroes, Bubby y Bobby, se habían ganado la admiración de los habitantes de Rainbow Islands al derrotar a los enemigos que aterrorizaban su planeta, permitiendo que volviera la paz. Para mostrarles su agradecimiento, los habitantes de las islas les confiaron un parasol mágico a cada uno, a Bubby y a Bobby. En los meses que siguieron, Bubby y Bobby estaban tan empeñados en aprender a aprovechar el poder de los parasoles mágicos que no se dieron cuenta de la presencia amenazadora que se estaba apoderando de los planetas vecinos. Aunque aún no dominaban perfectamente las técnicas para usar los parasoles mágicos, valientemente alzaron sus parasoles hacia el planeta en peligro y desaparecieron en los cielos sobre Rainbow Islands, sin darse cuenta del peligro y el tamaño de su nueva aventura.

## Modo de juego
Bubby y Bobby vuelven a ser los protagonistas del juego, pudiéndose jugar de uno o dos jugadores.
El juego consta de 8 planetas temáticos, más dos secretos, los cuales constan de 6 rondas cada uno. Al final de cada planeta, hay un jefe que debe ser vencido para acceder al siguiente planeta.
Bubby y Bobby usan sus parasoles como arma para paralizar, coger y arrojar enemigos; defenderse de ataques o acumular gotas mágicas. Las gotas mágicas se encuentran en casi todos los niveles del juego. Estas gotas, resbalan y caen por el nivel, pudiendo ser atrapadas por el parasol, ser acumuladas y lanzadas a los enemigos. Hay diferentes tipos de gotas: De agua, fuego, rayos y estrellas. Si se acumulan cinco gotas de un mismo tipo, se unen para formar una gota gigante del mismo tipo, que al ser lanzada y romperse, provoca un efecto especial dañino para los enemigos.
Al igual que en los anteriores juegos de la saga, en el Parasol Stars hay numerosos ítems y power-ups que dan habilidades extra a los personajes.[cita requerida]